# ラナhanakoマキサック
ラナhanakoマキサック（ラナ・ハナコ・マキサック、Lana hanako Mckissack, 1984年6月5日 - ）は、日本の歌手。
カリフォルニア州ロサンゼルス市ハリウッド出身。父親がアメリカ人で母親が日本人のハーフ。
2000年ソニーレコードよりデビュー。2001年活動停止。

## ディスコグラフィー

### シングル
1. don't know why?（2000年9月6日）
  1. don't know why?-Hanako Ver.-
  2. don't know why?-Lana Ver.-
2. Sing a Song（2000年11月22日）今井了介プロデュース
  1. Sing a Song
  2. Sing a Song(YUKIHIRO FUKUTOMI REMIX)
  3. Sing a Song(Backing Track)
3. Never Too Late（2001年3月28日）伊秩弘将プロデュース
  1. Never Too Late（NHK「ミュージックスクエア」オープニングテーマ）
  2. Never Too Late(English ver.)
  3. Love Diary
  4. Can't Stop My Love(Love Diary English ver.)
4. 神様お願い（2001年8月1日）
  1. 神様お願い-Hanako Ver.-
  2. 神様お願い-Lana Ver.-